# Kuldip Singh Bhogal
Kuldip Singh Bhogal (ur. 4 marca 1950 (lub 1947)) – ugandyjski hokeista na trawie pochodzenia hinduskiego, występujący podczas kariery na pozycji środkowego napastnika, uczestnik Letnich Igrzysk Olimpijskich 1972.
Na igrzyskach w Monachium, Singh Bhogal reprezentował swój kraj w ośmiu spotkaniach; były to mecze przeciwko ekipom: Meksyku (4-1 dla Ugandy), Malezji, Francji, Pakistanu (we wszystkich trzech, Uganda przegrała 1-3), Argentyny (0-0), RFN (1-1), Belgii (0-2) i Hiszpanii (2-2). Był najskuteczniejszym strzelcem reprezentacji; zdobył łącznie cztery gole. Na tych samych igrzyskach wystąpił jego brat Ajit Singh Bhogal.
W 1973 roku, Kuldip Singh Bhogal wyemigrował do Stanów Zjednoczonych; grał tam m.in. w klubie Washington D.C. Hockey Club, w którym zdobył, w tym samym roku, nagrodę dla wyróżniającego się zawodnika. W latach późniejszych osiadł w Wielkiej Brytanii.